# 千葉県幼稚園一覧
千葉県幼稚園一覧（ちばけんようちえんいちらん）は、千葉県の幼稚園の一覧。

## 国立幼稚園
- 千葉大学教育学部附属幼稚園

## 公立幼稚園

### 銚子市
- 銚子市立海上幼稚園
- 銚子市立春日幼稚園
- 銚子市立椎柴幼稚園
- 銚子市立清水幼稚園
- 銚子市立豊里幼稚園
- 銚子市立船木幼稚園
- 銚子市立本城幼稚園

### 市川市
- 市川市立新浜幼稚園
- 市川市立百合台幼稚園
- 市川市立大洲幼稚園
- 市川市立塩焼幼稚園
- 市川市立信篤幼稚園
- 市川市立稲荷木幼稚園
- 市川市立南行徳幼稚園
- 市川市立二俣幼稚園

### 館山市
- 館山市立神戸幼稚園
- 館山市立九重幼稚園
- 館山市立館野幼稚園
- 館山市立館山幼稚園
- 館山市立豊房幼稚園
- 館山市立那古幼稚園
- 館山市立西岬幼稚園
- 館山市立船形幼稚園
- 館山市立北条幼稚園

### 松戸市
- 松戸市立小金小学校附属幼稚園
- 松戸市立中部小学校附属幼稚園
- 松戸市立東部小学校附属幼稚園

### 野田市
- 野田市立野田幼稚園
- 野田市立関宿南部幼稚園
- 野田市立関宿中部幼稚園

### 茂原市
- 茂原市立中の島幼稚園
- 茂原市立五郷幼稚園
- 茂原市立新萩原幼稚園
- 茂原市立豊岡幼稚園

### 成田市
- 成田市立大栄幼稚園

### 佐倉市
- 佐倉市立佐倉幼稚園
- 佐倉市立和田幼稚園
- 佐倉市立弥富幼稚園

### 東金市
- 東金市立嶺南幼稚園
- 東金市立東金幼稚園
- 東金市立城西幼稚園
- 東金市立丘山幼稚園
- 東金市立正気幼稚園
- 東金市立公平幼稚園
- 東金市立大和幼稚園
- 東金市立源幼稚園

### 習志野市
- 習志野市立津田沼幼稚園
- 習志野市立谷津幼稚園
- 習志野市立つくし幼稚園
- 習志野市立杉の子幼稚園
- 習志野市立大久保東幼稚園
- 習志野市立袖ヶ浦西幼稚園
- 習志野市立袖ヶ浦東幼稚園
- 習志野市立屋敷幼稚園
- 習志野市立藤崎幼稚園
- 習志野市立実花幼稚園
- 習志野市立向山幼稚園
- 習志野市立秋津幼稚園
- 習志野市立香澄幼稚園

### 勝浦市
- 勝浦市立勝浦幼稚園

### 市原市
- 市原市立八幡幼稚園
- 市原市立辰巳台幼稚園
- 市原市立惣社幼稚園
- 市原市立千種幼稚園
- 市原市立有秋幼稚園
- 市原市立牛久幼稚園

### 流山市
- 流山市立東幼稚園
- 流山市立江戸川台幼稚園
- 流山市立流山幼稚園

### 八千代市
- 八千代市立しろばら幼稚園

### 鴨川市
- 鴨川市立曽呂幼稚園
- 鴨川市立鴨川幼稚園
- 鴨川市立田原幼稚園
- 鴨川市立吉尾幼稚園
- 鴨川市立大山幼稚園
- 鴨川市立東条幼稚園
- 鴨川市立小湊幼稚園
- 鴨川市立太海幼稚園
- 鴨川市立西条幼稚園
- 鴨川市立江見幼稚園
- 鴨川市立天津幼稚園
- 鴨川市立主基幼稚園

### 君津市
- 君津市立周西幼稚園

### 浦安市
- 浦安市立若草幼稚園
- 浦安市立青葉幼稚園
- 浦安市立北部幼稚園
- 浦安市立見明川幼稚園
- 浦安市立富岡幼稚園
- 浦安市立美浜南幼稚園
- 浦安市立みなみ幼稚園
- 浦安市立堀江幼稚園
- 浦安市立入船南幼稚園
- 浦安市立舞浜幼稚園
- 浦安市立美浜北幼稚園
- 浦安市立日の出幼稚園
- 浦安市立明海幼稚園
- 浦安市立神明幼稚園

### 袖ケ浦市
- 袖ケ浦市立中川幼稚園
- 袖ケ浦市立今井幼稚園

### 八街市
- 八街市立川上幼稚園
- 八街市立朝陽幼稚園
- 八街市立八街第一幼稚園

### 印西市
- 印西市立瀬戸幼稚園
- 印西市立もとの幼稚園

### 富里市
- 富里市立富里幼稚園
- 富里市立浩養幼稚園
- 富里市立向台幼稚園

### 南房総市
- 南房総市立富浦幼稚園
- 南房総市立岩井幼稚園
- 南房総市立平郡幼稚園
- 南房総市立三芳幼稚園
- 南房総市立白浜幼稚園
- 南房総市立長尾幼稚園
- 南房総市立朝夷幼稚園
- 南房総市立忽戸幼稚園
- 南房総市立健田幼稚園
- 南房総市立七浦幼稚園
- 南房総市立丸幼稚園
- 南房総市立北三原幼稚園
- 南房総市立南三原幼稚園
- 南房総市立和田幼稚園
- 南房総市立南幼稚園

### 匝瑳市
- 匝瑳市立八日市場幼稚園
  - 匝瑳市立八日市場幼稚園米倉分園
- 匝瑳市立のさか幼稚園

### 香取市
- 香取市立佐原幼稚園
- 香取市立伊地山幼稚園
- 香取市立津宮幼稚園
- 香取市立小見川幼稚園

### 山武市
- 山武市立成東幼稚園
- 山武市立南郷幼稚園
- 山武市立鳴浜幼稚園
- 山武市立緑海幼稚園
- 山武市立日向幼稚園
- 山武市立睦岡幼稚園
- 山武市立山武北幼稚園
- 山武市立蓮沼幼稚園

### 大網白里市
- 大網白里市立大網幼稚園
- 大網白里市立瑞穂幼稚園
- 大網白里市立増穂幼稚園
- 大網白里市立白里幼稚園

### 香取郡
- 多古町立こども園

### 山武郡
- 九十九里町立片貝幼稚園
- 九十九里町立豊海幼稚園

### 長生郡
- 睦沢町立睦沢幼稚園
- 長柄町立水上幼稚園

### 安房郡
- 鋸南町立保田幼稚園
- 鋸南町立勝山幼稚園
- 鋸南町立佐久間幼稚園

## 私立幼稚園

### 千葉市

#### 中央区
- 葵幼稚園
- 院内幼稚園
- 植草学園大学附属弁天幼稚園
- 梅乃園幼稚園
- 九重幼稚園
- 羔（こひつじ）幼稚園
- こまどり幼稚園
- 聖マリア幼稚園
- 大巌寺幼稚園
- 千葉明徳短期大学附属幼稚園
- 仁戸名幼稚園
- 登戸幼稚園
- はまの幼稚園
- ひまわり幼稚園
- 双葉幼稚園
- 松ヶ丘幼稚園
- 翠幼稚園
- 都幼稚園
- 山百合幼稚園

#### 花見川区
- 青い鳥幼稚園
- 青い鳥第二幼稚園
- 暁幼稚園
- こてはし台幼稚園
- さざれ幼稚園
- さつきが丘幼稚園
- 新検見川幼稚園
- 信徳寺あさひ幼稚園
- スガハラ幼稚園
- 第二ちぐさ幼稚園
- 千葉しらゆり幼稚園
- 花園幼稚園
- 花見川幼稚園
- まこと第二幼稚園
- まこと第三幼稚園
- 由田学園千葉幼稚園

#### 稲毛区
- 愛隣幼稚園
- 穴川花園幼稚園
- あやめ台幼稚園
- あやめ台第二幼稚園
- 稲毛幼稚園
- 稲毛すみれ幼稚園
- 小中台幼稚園
- 小ばと幼稚園
- 作草部幼稚園
- 山王幼稚園
- 園生（そんのう）幼稚園
- 土岐幼稚園
- 弥生幼稚園

#### 若葉区
- 泉幼稚園
- 大宮幼稚園
- 加曽利幼稚園
- 千城東幼稚園
- 千城台南幼稚園
- 千葉聖心幼稚園
- 都賀の台幼稚園
- のぞみ幼稚園
- へいわ幼稚園
- まこと東幼稚園
- みつわ台幼稚園
- みのり幼稚園
- やまびこ幼稚園
- 若松台幼稚園

#### 緑区
- あすみ中央幼稚園
- おゆみの幼稚園
- 鏡戸幼稚園
- こざくら幼稚園
- 白梅幼稚園
- 聖母マリア幼稚園
- 土気中央幼稚園
- 花水木幼稚園
- ほまれ幼稚園
- おゆみ野南幼稚園

#### 美浜区
- 磯辺白百合幼稚園
- 植草学園大学附属美浜幼稚園
- こざくら第二幼稚園
- 小鹿幼稚園
- 城徳学園いそべ幼稚園
- 高洲幼稚園
- 高浜幼稚園
- 千葉敬愛短期大学附属幼稚園
- 千葉さざなみ幼稚園
- 千葉女子専門学校附属聖幼稚園
- 千葉白菊幼稚園
- なかよし幼稚園
- ひばり幼稚園
- 古川あいりす幼稚園
- 真砂幼稚園
- 真砂白百合幼稚園
- 真砂第一幼稚園
- めぐみ幼稚園
- 芳野学園附属幼稚園
- 幕張インターナショナルスクール

### 銚子市
- 飯沼幼稚園
- 銚子幼稚園

### 市川市
- アイリス幼稚園
- アンデルセン幼稚園
- 市川学園幼稚園
- 市川学園第二幼稚園
- 市川聖マリヤ幼稚園
- 市川東学院三愛幼稚園
- いなほ幼稚園
- 大町不二幼稚園
- 鬼高幼稚園
- 共立幼稚園
- 国府台文化幼稚園
- 国分幼稚園
- 塩浜幼稚園
- 自然幼稚園
- 浄光寺幼稚園
- 昭和学院幼稚園
- 白菊幼稚園
- 須和田幼稚園
- ソフィア幼稚園
- 曽谷幼稚園
- つくし幼稚園
- 築葉根幼稚園
- 東浜幼稚園
- 原木幼稚園
- 日出学園幼稚園
- 富貴島幼稚園
- 真間山幼稚園
- みどり幼稚園
- 宮久保幼稚園
- わかたけ幼稚園
- 若宮幼稚園
- 和光幼稚園

### 船橋市
- 栄光幼稚園
- 英進幼稚園
- 大浜幼稚園
- 海神幼稚園
- 葛飾幼稚園
- 金杉幼稚園
- 木戸脇幼稚園
- 恵楓幼稚園
- 健伸幼稚園
- 健伸行田幼稚園
- コスモス幼稚園
- 木の実幼稚園
- 古和釜幼稚園
- シオン幼稚園
- 神明幼稚園
- すずみ幼稚園
- すずらん幼稚園
- 第二船橋ひまわり幼稚園
- 高根台文化幼稚園
- たきのい幼稚園
- 坪井幼稚園
- 夏見台幼稚園
- 習志野台幼稚園
- 西船幼稚園
- 飯山満幼稚園
- ひなぎく幼稚園
- 日の丸幼稚園
- 不二幼稚園
- 冨士見幼稚園
- 冨士見第二幼稚園
- 二葉幼稚園
- 二和ひつじ幼稚園
- 船橋幼稚園
- 船橋いづみ幼稚園
- 船橋小鳩幼稚園
- 船橋ひかり幼稚園
- 船橋ひまわり幼稚園
- 瑞穂幼稚園
- みどり台幼稚園
- みのり第二幼稚園
- 八木ヶ谷幼稚園
- 山野幼稚園
- 若松幼稚園

### 館山市
- 館山白百合幼稚園

### 木更津市
- 岩根みどり幼稚園
- きさらづ幼稚園
- 木更津いづみ幼稚園
- 木更津つくし幼稚園
- 清見台幼稚園
- 清和大学附属金田幼稚園
- 清和大学附属畑沢幼稚園
- 第二みどり幼稚園
- 高柳幼稚園
- つくしの森幼稚園
- みつわ幼稚園
- 八幡台幼稚園
- 百谷学園幼稚園

### 松戸市
- いわさき幼稚園
- いわさき第二幼稚園
- かきのき幼稚園
- 金ヶ作幼稚園
- 北丘幼稚園
- 北松戸さつき幼稚園
- さかえ幼稚園
- さつき幼稚園
- 新松戸幼稚園
- 聖徳大学附属幼稚園
- 聖徳大学附属第二幼稚園
- 清風幼稚園
- 聖ミカエル幼稚園
- 専修大学松戸幼稚園
- 千駄堀栴檀幼稚園
- 栴檀幼稚園
- 第二かきのき幼稚園
- 高木幼稚園
- 高塚幼稚園
- 高塚わかば幼稚園
- 東漸寺幼稚園
- 常盤平幼稚園
- 中和倉幼稚園
- 八照幼稚園
- ひので幼稚園
- 二三ヶ丘幼稚園
- 北部幼稚園
- 本源寺幼稚園
- 牧の原栴檀幼稚園
- 松戸いずみ幼稚園
- 松戸みどり幼稚園
- まるやま幼稚園
- みやおか幼稚園
- みやこ幼稚園
- 明和幼稚園
- むつみ幼稚園
- 矢切幼稚園
- 八柱幼稚園

### 野田市
- 岩木幼稚園
- 関宿幼稚園
- 第二野田中央幼稚園
- 月影幼稚園
- 野田聖華幼稚園
- 野田中央幼稚園
- 野田北部幼稚園
- 柳沢幼稚園

### 茂原市
- エンゼル幼稚園
- 希望ヶ丘学園アップル幼稚園
- ふたば幼稚園
- もばら幼稚園
- 茂原聖マリア幼稚園

### 成田市
- くすのき幼稚園
- 公津の杜幼稚園
- 聖徳大学附属成田幼稚園
- 玉造幼稚園
- 成田幼稚園
- 三里塚幼稚園
- はくと幼稚園
- はしが台幼稚園
- はぼたん幼稚園

### 佐倉市
- 臼井幼稚園
- 臼井たんぽぽ幼稚園
- 小竹幼稚園
- さくら幼稚園
- 佐倉くるみ幼稚園
- 佐倉城南幼稚園
- 慈光幼稚園
- 志津幼稚園
- 志津わかば幼稚園
- 千成幼稚園

### 東金市
- ときがね幼稚園
- 東金市立東金幼稚園
- 東金市立嶺南幼稚園
- 東金市立公平幼稚園
- 東金市立源幼稚園
- 東金市立大和幼稚園
- 東金市立正気幼稚園

### 旭市
- 旭幼稚園
- あさひこひつじ幼稚園
- 飯岡幼稚園
- うなかみ幼稚園

### 習志野市
- 青葉幼稚園
- あづま学園ホーリネス幼稚園
- 第一くるみ幼稚園
- 習志野みのり幼稚園
- みもみ幼稚園

### 柏市
- 大津ヶ丘幼稚園
- 加賀幼稚園
- 風早幼稚園
- 柏幼稚園
- 柏こばと幼稚園
- 柏さくら幼稚園
- 柏ひがし幼稚園
- 柏みどり幼稚園
- 柏めぐみ幼稚園
- きたかしわ幼稚園
- くりの木幼稚園
- くるみ幼稚園
- 柏陽幼稚園
- さかいね幼稚園
- 沼南幼稚園
- すみれ幼稚園
- ますお幼稚園
- 第二ますお幼稚園
- 高柳台幼稚園
- 田中幼稚園
- 手賀の丘幼稚園
- とみせ幼稚園
- 豊四季幼稚園
- にしはら幼稚園
- 晴山幼稚園
- ホザナ幼稚園
- 松ヶ崎幼稚園
- 松葉幼稚園
- 南柏幼稚園
- 百合園幼稚園
- 麗澤幼稚園

### 市原市
- 青葉台幼稚園
- あすなろ幼稚園
- 姉ヶ崎幼稚園
- 市原うさぎ幼稚園
- 市原ふじ幼稚園
- 市原マリア・インマクラダ幼稚園
- 市原みのり幼稚園
- 鹿島台幼稚園
- 玉泉幼稚園
- 五井幼稚園
- 五井ひまわり幼稚園
- 光風台中央幼稚園
- 国分寺台幼稚園
- 心花幼稚園
- 志高幼稚園
- 第二姉ヶ崎幼稚園
- ちはら台幼稚園
- 千原台まきぞの幼稚園
- 能満幼稚園
- 光の子幼稚園
- 福増幼稚園
- やまと幼稚園
- 柳光幼稚園

### 流山市
- 一の台幼稚園
- 江戸川台ひまわり幼稚園
- 暁星国際流山幼稚園
- 黒川幼稚園
- このはな幼稚園
- 神愛幼稚園
- 平和台幼稚園
- 南流山幼稚園
- みやぞの幼稚園
- 八木幼稚園

### 八千代市
- 市川学園八千代台幼稚園
- エンゼルガーデン幼稚園
- 勝田台幼稚園
- さくら第二幼稚園
- 三愛幼稚園
- 第二八千代幼稚園
- 高津幼稚園
- たんぽぽ幼稚園
- ちぐさ幼稚園
- はなしま幼稚園
- まこと幼稚園
- 村上ひかり幼稚園
- 明星幼稚園
- 八千代幼稚園
- 八千代富士幼稚園
- 八千代わかば幼稚園
- 米本幼稚園
- 若葉ナースリ・スクール幼稚園

### 我孫子市
- エーデル幼稚園
- 湖北白ばら幼稚園
- 湖北台幼稚園
- つくしの幼稚園
- 二階堂幼稚園
- ひかり幼稚園
- 布佐台幼稚園
- めばえ幼稚園
- 若草幼稚園
- わだ幼稚園

### 鎌ヶ谷市
- かまがや幼稚園
- 鎌ケ谷さくら幼稚園
- 鎌ケ谷ひかり幼稚園
- 鎌ケ谷ふじ幼稚園
- 鎌ケ谷ふじ第二幼稚園
- 鎌ケ谷みどり幼稚園
- さつま幼稚園
- 東京聖栄大学附属わたなべ幼稚園
- みちる幼稚園

### 君津市
- 暁星君津幼稚園
- 久留里カトリック幼稚園
- 清和大学附属八重原幼稚園
- 美和幼稚園

### 富津市
- みなと幼稚園

### 浦安市
- 浦安幼稚園
- 暁星国際学園新浦安幼稚園
- 聖徳大学附属浦安幼稚園
- 吹上幼稚園

### 四街道市
- くりやま幼稚園
- さくらがおか幼稚園
- 第二コスモス幼稚園
- 千代田幼稚園
- つぼみ幼稚園
- 緑ヶ丘幼稚園
- 四街道旭幼稚園
- 四街道さつき幼稚園

### 袖ケ浦市
- 蔵波台さつき幼稚園
- 袖ヶ浦桜ヶ丘幼稚園

### 八街市
- 八街幼稚園
- 八街泉幼稚園
- 八街すずらん幼稚園
- 八街文化幼稚園

### 印西市
- 市川学園西の原幼稚園
- 印西しおん幼稚園
- きかり幼稚園
- 小林天神幼稚園
- 天神幼稚園
- 原山幼稚園

### 白井市
- 白井幼稚園
- 白井若葉幼稚園
- 宝幼稚園
- 英幼稚園
- まこと南山幼稚園
- まどか幼稚園

### 富里市
- 末広幼稚園
- 太子幼稚園
- 日吉台幼稚園

### 匝瑳市
- あかしあ幼稚園
- あさひこひつじ幼稚園
- 匝瑳市立のさか幼稚園
- 匝瑳市立八日市場幼稚園

### 香取市
- 佐原みどり幼稚園
- 白百合幼稚園

### 大網白里市
- 大網木の花幼稚園
- 季美の森幼稚園

### 印旛郡
- 酒々井幼稚園
- 昭苑幼稚園
- 酒直幼稚園
- ながと幼稚園

### 山武郡
- ときがね片貝幼稚園
- 光町中央幼稚園
- みつば幼稚園
- 横芝まさご幼稚園

### 長生郡
- 長生学園幼稚園